# Zagórz (gmina)
Pour l’article homonyme, voir Zagórz.
Zagórz [ˈzaɡuʂ] (en ukrainien: Загір'я; en allemand : Sagor) est une commune urbaine-rurale de la Voïvodie des Basses-Carpates et du powiat de Sanok. Elle s'étend sur 160,05 km2 et comptait 12 700 habitants en 2010.